# فريزاي
فريزاي أو Uroševac (بالألبانية) أو  Урошевац باللغة الصربية هي مدينة وبلدية في جنوب جمهورية كوسوفو ، تقع على بعد 38 كيلومتر (24 ميل) عن العاصمة بريشتينا. أُسست المدينة في القرن التاسع عشر وسميت على إسم صاحب الفندق المحلي فريز، ثم تم تغيير اسم المدينة إلى يوروشيفاك بعد ضمها إلى صربيا في عام 1913. فريزاي هي المدينة الثالثة الأكثر اكتظاظا بالسكان في كوسوفو بعد بريشتينا وبريزرن. وهي المركز الإداري لمقاطعة فريزاي . وتشمل الرموز البريدية في وسط المدينة 70000، 70010 و 70030 و 70040.
تغطي المدينة مساحة 345 كم 2 (133 ميل مربع)، بما في ذلك مدينة فيريزاي و 45 قرية. ويقدر سكانها بأكثر من مئة ألف نسمة.

## التاريخ
كان الإسم الرسمي للمدينة عندما كانت جزءً من الدولة العثمانية هو Ferızovık ، ولم تكن المدينة في ذلك الوقت أكثر من قرية حتى عام 1873، عندما تم افتتاح خط سكة الحديد بين بلغراد-سالونيك، الذي كان يمر عبر المدينة.

### حروب البلقان
وقعت المدينة تحت الحكم الصربي أثناء حرب البلقان الأولى. ووفقا لبعض التقارير، استمرت المعركة بين السكان والصرب لثلاثة أيام. أجبر بعدها الجيش الصربي السكان على العودة إلى بيوتهم والاستسلام . وعندما عاد الناجون من المعركة، أُعدم ما بين 300-400 من الرجال ولم يُترك أحد ممن هم فوق سن الخامسة عشر على قيد الحياة إلا ثلاثة أشخاص فقط ، ثم تبع ذلك تدمير القرى المأهولة بالسكان الألبان حول فيريزوفيك. وبعد معاهدة لندن (1913) ، أصبحت المدينة رسميًا تحت حكم مملكة صربيا وتم تغيير اسمها إلى يوروشيفاك.

### مملكة يوغسلافيا
أصبحت المدينة جزءً من مملكة يوغسلافيا من عام 1929 إلى عام 1941.

### حرب كوسوفو
تضررت المدينة بشكل كبير أثناء حرب كوسوفو خصوصًا في الأحياء التي يسكنها الألبان (المسلمون)، إذ قامت قوات الجيش اليوغسلافي بقصف أحياء المسلمين وحرقها، وبعد الحرب حدثت إضطرابات خطيرة بين السكان الصرب والمسلمين، أدت إلى قيام الصرب بطرد وتهجير الألبان المسلمين من المدينة.

## التعليم
يوجد في البلدية 30 مدرسة ابتدائية تضم 22,771 طالب وستة مدارس ثانوية تحتوي على صالة للألعاب ومدارس مهنية (فنية، وطبية، وموسيقية وزراعية واقتصادية) ورياضية تضم 7,054 طالب، وهناك روضة للأطفال تضم 270 طالبًا، تسجيل الطلاب إشكالي لدى الغجر على عكس الألبان. وتوظف وزارة التربية والتعليم أكثر من 1680 من الموظفين والفنيين في مجال التعليم . ويوجد في المدينة مكتبتين عامتين، يكون التسجيل فيها بأسعار رمزية بالنسبة للطلاب.